# 艾群
艾群（1957年—）博士，台灣嘉義市人，台灣國立嘉義大學生物機電工程學系終身特聘教授。2018年2月1日，接替邱義源任國立嘉義大學第7任校長。2022年1月完成嘉義大學校長任期並退休。

## 生平
艾群於1984年進入嘉大前身嘉義農專任講師，1988年留職停薪赴美國威斯康辛大学麦迪逊分校進修農業工程博士學位，1992年返校繼續任教，曾任農機工廠主任、電算中心主任、圖書館主任、技術合作處組長、理工學院院長、教務長及副校長等職。
艾群曾獲美國農業工程學會論文獎、中華農業機械學會論文獎、中華農業機械學會學術成就獎、教育成就獎，2016年獲嘉義大學終身特聘教授、全校產學績效第一名等殊荣。
| 教育職務      | 教育職務                                     | 教育職務      |
| ------------- | -------------------------------------------- | ------------- |
| 前任： 邱義源 | 國立嘉義大學校長 2018年2月1日－2022年1月31日 | 繼任： 林翰謙 |